# Vriesea
Die Pflanzengattung Vriesea gehört zur Familie der Bromeliengewächse (Bromeliaceae). Die etwa 214, früher etwa 300 Arten sind in der Neotropis verbreitet. Einige Arten und ihre Sorten sind Zierpflanzen für tropische Parks sowie Gärten und gut als Zimmerpflanzen geeignet.

## Beschreibung

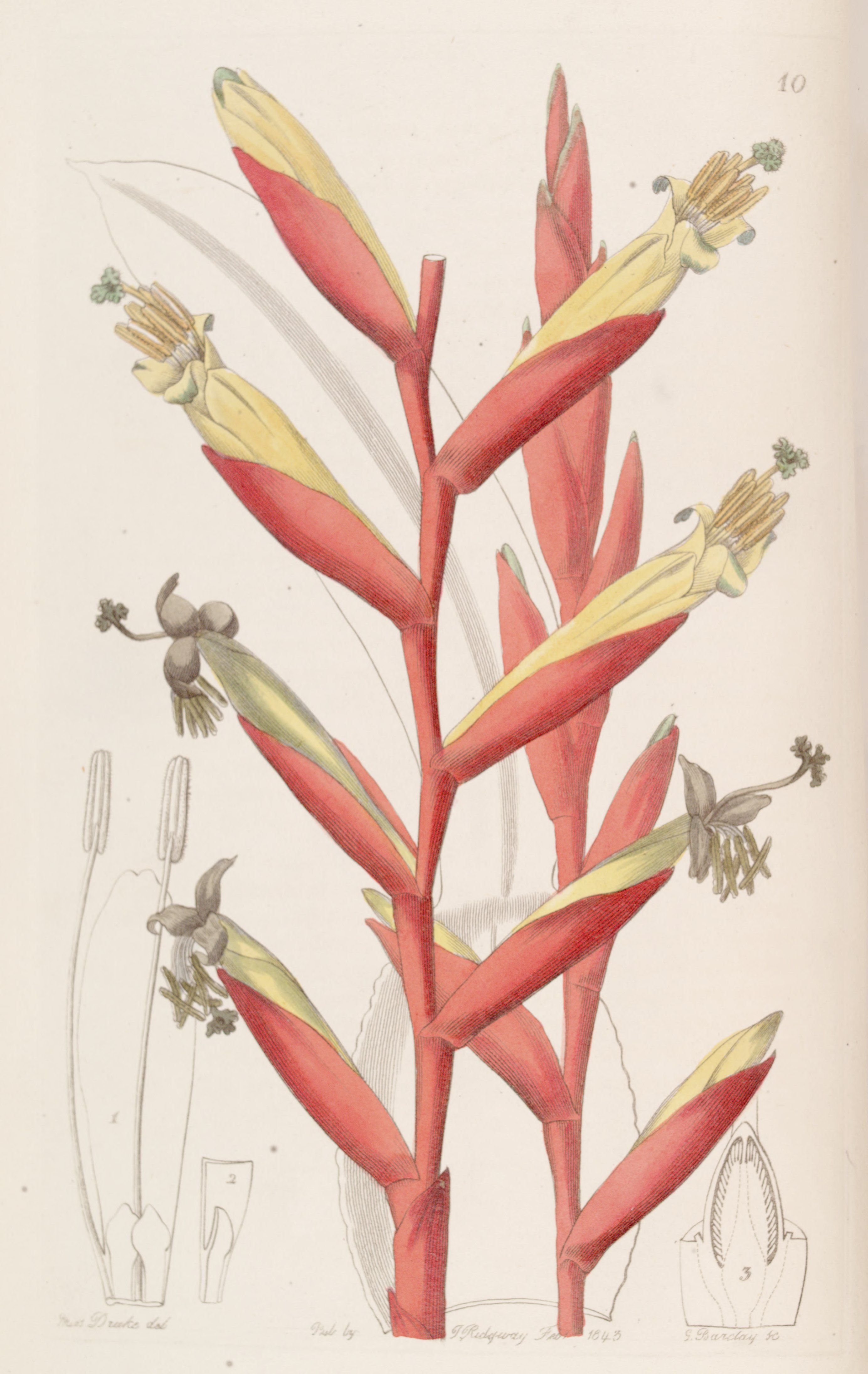
Illustration von Vriesea psittacina aus John Lindley, Edwards's Botanical Register, Volume 29, 1843, Tafel 10

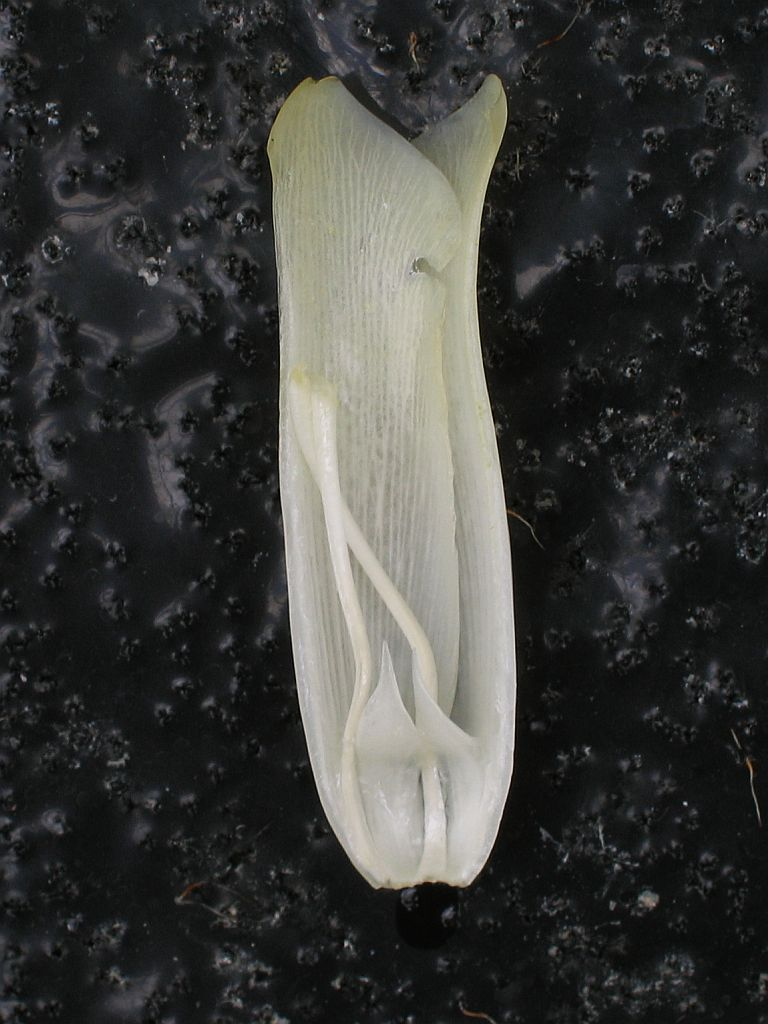
Aufgeschnittene Blüte im Detail von Vriesea roethii; deutlich zu erkennen die Ligulae, die schuppenartigen Fortsätze an der Basis der Kronblätter, die für die Unterscheidung der Gattungen dieser Unterfamilie wichtig sind

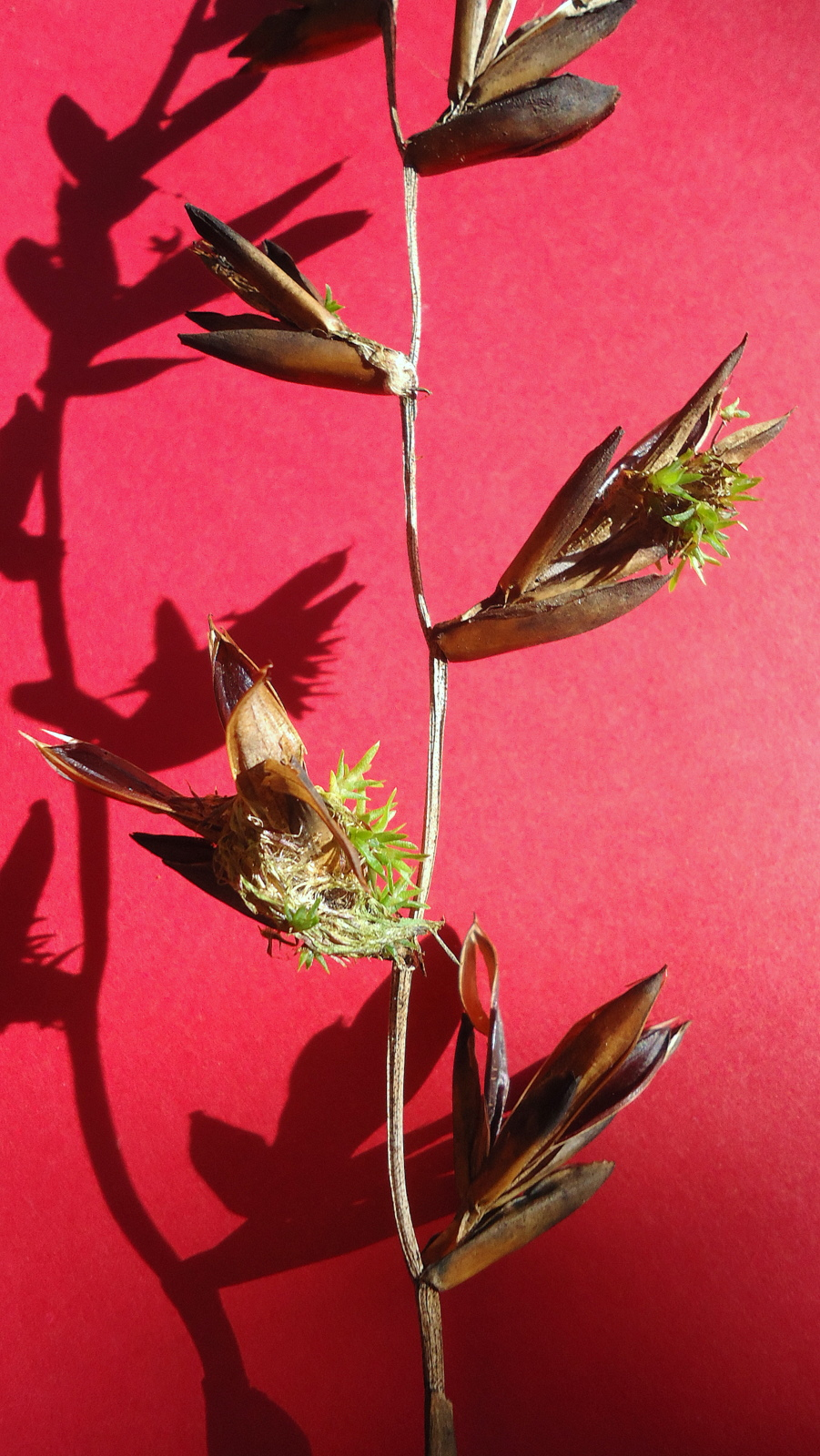
Offene Kapselfrüchte von Vriesea procera mit darauf gekeimten Jungpflanzen

### Erscheinungsbild und Blätter
Vriesea-Arten sind ausdauernde krautige Pflanzen. Sie wachsen meist als Epiphyten, manchmal als Lithophyten und selten terrestrisch. Meist sind es Trichterbromelien, also ist ihre Sprossachse gestaucht und die Laubblätter stehen dicht in Rosetten zusammen. Die Laubblätter überdecken sich, so dass ein Trichter zum Sammeln von Wasser entsteht. Neben trichterförmig können die Laubblätter auch röhren- oder schlauchförmig zusammenstehen. Selten werden Ausläufer gebildet.
Die parallelnervigen Laubblätter sind meist schwertförmig, linealisch, schmal-linealisch oder linealisch-dreieckig und ganzrandig. Auf den Laubblättern sind immer Saugschuppen vorhanden, doch befinden sie sich bei den meisten Arten nur in den Blatttrichtern.

### Blütenstände und Blüten
Es werden endständig auf oft deutliche erkennbaren, langen aufrechten bis hängenden Blütenstandsschäften die Blütenstände gebildet. Die Hochblätter der Blütenstandsschäfte sind gut entwickelt und kürzer bis länger als die Internodien. Die oft auffälligen, leuchtend grünen, strohfarbenen, gelben, roten, rosafarbenen oder bräunlichen Tragblätter der Blütenstände sind bei vielen Arten lange haltbar. Die Gesamtblütenstände können unverzweigt oder verzweigt sein und enthalten ährige Teilblütenstände, in denen die gestielten, aufrechten bis zurückgekrümmten Blüten mehr- oder oft zweizeilig angeordnet sind. Die Blütenstiele sind meist kurz.
Die zwittrigen Blüten sind dreizählig mit doppelter Blütenhülle und meist radiärsymmetrisch. Die drei mehr oder weniger symmetrischen Kelchblätter sind frei und können gekielt sein. Die drei Kronblätter sind frei oder meist zu einer kurzen Kronröhre, die viel kürzer als die Kelchblätter ist, verwachsenen. Die gleichen, symmetrischen Kronblätter sind linealisch, elliptisch oder verkehrt-eiförmig und aufrecht bis zurückgekrümmt. Die Kronblätter sind weiß, grün, gelb, braun oder purpurfarben. Die Kronblätter besitzen an ihrer Basis zwei straffe und aufrechte oder lasche und hängende Ligulae = schuppenartigen Fortsätze, die für die Unterscheidung der Gattungen dieser Unterfamilie wichtig sind und in Form und Größe unterschiedlich sind. Die zweimal drei freien Staubblätter können die Kronblätter überragen. Die Staubfäden sind fadenförmig oder abgeflacht. Drei Fruchtblätter sind zu einem mehr oder weniger oberständigen Fruchtknoten verwachsen, der viele Samenanlagen enthält. Die Narben sind deutlich oder undeutlich dreilappig oder becherförmig und immer papillös.

### Früchte und Samen
Die Kapselfrüchte öffnen sich scheidewandspaltig = septizid. Die spindelförmig Samen besitzen an ihrer Basis ein langes, gerades, fedriges Anhängsel, das wie „Fallschirm“ ähnlich wie bei der Pusteblume wirkt.

## Systematik und Verbreitung

### Taxonomie
Die Gattung Vriesea wurde 1843 durch John Lindley in Edwards's Botanical Register, Volume 29, 1843, Tafel 10, dort „Vriesia“ geschrieben, aufgestellt. Der Gattungsname Vriesea ehrt den niederländischen Botaniker Willem Hendrik de Vriese (1806–1862). Typusart ist Vriesea psittacina (Hook.) Lindl.

### Ausgliederung von Art in andere Gattungen
Die Systematik der Gattung Vriesea ist wegen der Abgrenzungsproblematik zur nahe verwandten Gattung Tillandsia und phylogenetischer Untersuchungen, nach denen die ursprüngliche Gattung Vriesea in drei Gattungen (Vriesea, Alcantarea und Werauhia) aufgeteilt wurde, steten Veränderungen unterworfen. Im nichtblühenden Zustand sind die beiden Gattung Tillandsia und Vriesea oft nicht voneinander zu unterscheiden. Der Hauptunterschied zwischen diesen beiden Gattungen liegt in zwei kleinen Schuppen, den sogenannten „Ligulae“, an der Basis der Kronblätter (Petalen), die nur an frischen Blüten gut zu erkennen, an getrockneten Herbarmaterial nur schwer nachweisbar sind. Basierend auf phylogenetischen Untersuchungen von multilocus DNA-Sequenzen und morphologischen Vergleichen gliederten Barfuss et al. 2016 26 Arten weitere in die neuen Gattungen Goudaea, Jagrantia, Lutheria, Stigmatodon und Zizkaea aus. 2016 wurde die Gattung Cipuropsis Ule reaktiviert und dort Arten, die zuvor in der Gattung Vriesea s. l. eingegliedert waren, eingestellt.
Die Gattung Vriesea s. str. gehört zur Subtribus Vrieseinae W.Till & Barfuss der Tribus Vrieseeae W.Till & Barfuss in der Unterfamilie Tillandsioideae innerhalb der Familie Bromeliaceae. zur Subtribus Vrieseinae gehören neben der Gattung Vriesea Lindl. s. str. die Gattungen Alcantarea (E.Morren ex Mez) Harms. Stigmatodon Leme, G.K.Br. & Barfuss sowie Waltillia Leme, Barfuss & Halbritter.

### Arten, Unterarten, Varietäten und ihre Verbreitung
Die Gattung Vriesea ist in der Neotropis verbreitet; das Hauptverbreitungsgebiet liegt in Brasilien. Viele Arten gedeihen in den tropischen Regen- bis Bergwäldern.
| Es gibt etwa 214 Vriesea-Arten (Stand 2024) nach der Ausgliederung von Arten in andere Gattungen: |
| - Vriesea agostiniana E.Pereira: Sie kommt nur im brasilianischen Bundesstaat Rio de Janeiro vor. - Vriesea alta (Baker) E.Morren ex Mez: Sie wurde anhand einer Illustration eines Exemplars, das wohl aus Panama stammt erstbeschrieben und über diese Art ist wenig bekannt. - Vriesea altimontana E.Pereira & Martinelli: Sie gedeiht in Höhenlagen von 1100 bis 1200 Metern nur im brasilianischen Bundesstaat Rio de Janeiro. - Vriesea altobocainensis S.E.Martins & Wand.: Sie wurde 2021 aus dem brasilianischen Bundesstaat São Paulo erstbeschrieben. - Vriesea altodaserrae L.B.Sm.: Sie gedeiht terrestrisch und epiphytisch hauptsächlich in Regenwäldern, in größeren Höhenlagen und entlang der Küste in Höhenlagen von 1 bis 1000 Metern in den brasilianischen Bundesstaaten São Paulo, Paraná sowie Santa Catarina. - Vriesea altomacaensis A.Costa: Sie gedeiht in Höhenlagen von 1300 bis 1400 Metern nur im brasilianischen Bundesstaat Rio de Janeiro. - Vriesea altomayoensis H.Luther & K.Norton: Sie wurde 2009 aus dem peruanischen Amazonas erstbeschrieben. - Vriesea amethystina E.Morren: Sie gedeiht epiphytisch in Sümpfen nur im brasilianischen Bundesstaat Espírito Santo. - Vriesea arachnoidea A.Costa: Sie gedeiht epiphytisch und terrestrisch auf Laubmull in Höhenlagen von 1300 bis 1400 Metern im brasilianischen Bundesstaat Rio de Janeiro. - Vriesea atra Mez: Sie gedeiht an Felsen in Höhenlagen von 1000 bis 1800 Metern im brasilianischen Bundesstaat Rio de Janeiro. - Vriesea atropurpurea A.Silveira (Syn.: Vriesea albescens A.Silveira, Vriesea glauca A.Silveira): Sie gedeiht an Felsen nur im brasilianischen Bundesstaat Minas Gerais. - Vriesea aureoramosa F.P.Uribbe & A.F.Costa: Die Erstbeschreibung erfolgte 2020. Sie gedeiht epiphytisch auf Inselbergen in Höhenlagen von 300 bis 650 Metern nur im brasilianischen Bundesstaat Espírito Santo. - Vriesea bahiana Leme: Dieser Endemit gedeiht an Felsen in Höhenlagen von etwa 1000 Metern nur im brasilianischen Bundesstaat Bahia. - Vriesea barbosae J.A.Siqueira & Leme: Sie wurde 2007 aus dem brasilianischen Bundesstaat Pernambuco erstbeschrieben. Sie wurde bisher nur im unteren Stockwerk in Restbeständen des Mata Atlântica gefunden. - Vriesea barilletii E.Morren (Syn.: Vriesea eumorpha hort. ex Carrière, Vriesea crotalophora hort. ex Baker): Sie kommt in Brasilien vor. - Vriesea baturitensis Versieux & Tomaz: Sie wurde 2013 aus dem nordöstlichen brasilianischen Bundesstaat Ceará erstbeschrieben. Sie gedeiht als Epiphyt in Höhenlagen oberhalb von 800 Metern. - Vriesea biguassuensis Reitz: Sie kommt nur im brasilianischen Bundesstaat Santa Catarina vor. - Vriesea billbergioides E.Morren ex Mez: Es gibt drei Varietäten im südöstlichen Brasilien: - Vriesea billbergioides var. ampla L.B.Sm.: Sie gedeiht epiphytisch im Wald in Höhenlagen von etwa 1800 Metern nur im brasilianischen Bundesstaat São Paulo. - Vriesea billbergioides E.Morren ex Mez var. billbergioides: Sie gedeiht epiphytisch in Regenwäldern in Höhenlagen von 1600 bis 2000 Metern in den brasilianischen Bundesstaaten Minas Gerais sowie Rio de Janeiro. - Vriesea billbergioides var. subnuda L.B.Sm.: Dieser Endemit gedeiht epiphytisch in Höhenlagen von etwa 1700 Metern nur in Pedra Sao Joao in der Serra dos Órgãos im brasilianischen Bundesstaat Rio de Janeiro. - Vriesea bituminosa Wawra: Sie gedeiht lithophytisch an Felswänden und epiphytisch im Regenwald in Höhenlagen von 1200 bis 2150 Metern in Venezuela sowie Brasilien. - Vriesea blackburniana Leme: Sie wurde 2005 aus dem brasilianischen Bundesstaat Bahia erstbeschrieben. Sie wurde bisher nur als Epiphyt an Baumstämmen in einer Höhe von etwa 5 Metern über dem Grund wachsend in einem gut erhaltenen Fragment des Mata Atlântica in Höhenlagen von 600 bis 700 Metern gefunden. Sie ist vergesellschaftet mit vielen anderen Bromelienarten. - Vriesea bleherae Röth & W.Weber: Sie gedeiht in Höhenlagen von 100 bis 200 Metern nur im brasilianischen Bundesstaat Rio de Janeiro. Es wurde eine Form beschrieben: - Vriesea bleherae f. atroviolaceifolia Röth & W.Weber: Ihre Laubblätter sind dunkelviolett auf beiden Seiten. - Vriesea botafogensis Mez: Sie kommt nur im brasilianischen Bundesstaat Rio de Janeiro vor. - Vriesea breviscapa (E.Pereira & I.A.Penna) Leme (Syn.: Vriesea sparsiflora var. breviscapa Pereira & I.A.Penna): Sie gedeiht epiphytisch in den brasilianischen Bundesstaaten Espirito Santo sowie Bahia. - Vriesea ×brueggemannii J.Z.Matos, M.B.Crespo & Juan: Die Erstveröffentlichung erfolgte 2016. Diese Naturhybride aus Vriesea incurvata × Vriesea carinata gedeiht im südlichen Brasilien. - Vriesea brusquensis Reitz: Dieser Endemit gedeiht epiphytisch im Regenwald in Höhenlagen von etwa 35 Metern nur im brasilianischen Bundesstaat Santa Catarina. - Vriesea cacuminis L.B.Sm.: Sie kommt nur im brasilianischen Bundesstaat Minas Gerais vor. - Vriesea calimaniana Leme & W.Till: Sie wurde 1997 aus dem brasilianischen Bundesstaat Espírito Santo erstbeschrieben. - Vriesea capixabae Leme: Sie wurde 1999 aus dem brasilianischen Bundesstaat Espírito Santo erstbeschrieben. Sie gedeiht epiphytisch an Hängen des Mata Atlântica in Höhenlagen von 800 bis 1500 Metern. - Vriesea carinata Wawra: Es gibt drei Varietäten: - Vriesea carinata Wawra var. carinata (Syn.: Vriesea brachystachys Regel, Vriesea psittacina var. brachystachys (Regel) E.Morren, Vriesea psittacina var. carinata (Wawra) E.Morren): Sie gedeiht epiphytisch oder terrestrisch in Wäldern in Höhenlagen von 20 bis 900 Metern in den brasilianischen Bundesstaaten Bahia bis Rio Grande do Sul. - Vriesea carinata var. flavominiata Leme: Sie kommt nur im brasilianischen Bundesstaat Espírito Santo vor. - Vriesea carinata var. mangaratibensis Leme & A.Costa: Sie gedeiht in Höhenlagen von etwa 700 Metern nur im brasilianischen Bundesstaat Rio de Janeiro. - Vriesea carmeniae R.Moura & A.F.Costa: Sie wurde 2014 aus dem brasilianischen Bundesstaat Ceará erstbeschrieben. Sie gedeiht terrestrisch und epiphytisch im bergigen Teil des Mata Atlântica in Höhenlagen von etwa 1100 Metern in einem Gebiet mit hohen Niederschlägen. - Vriesea cearensis L.B.Sm.: Sie gedeiht an Bäumen nur im nordöstlichen brasilianischen Bundesstaat Ceará. - Vriesea chapadensis Leme: Sie gedeiht an Felsen nur im brasilianischen Bundesstaat Bahia. - Vriesea cipoensis O.B.C.Ribeiro, C.C.Paula & E.E.Guarçoni: Sie wurde 2009 aus dem brasilianischen Bundesstaat Minas Gerais erstbeschrieben. Sie wurde bisher nur lithophytisch an Quarzitfelsen in einer Höhenlage von 1281 Metern im „Campos Rupestres“ wachsend im Serra do Cipo Nationalpark gefunden. - Vriesea clausseniana (Baker) Mez: Sie wurde 2010 aus dem brasilianischen Bundesstaat Minas Gerais erstbeschrieben. Sie wurde bisher nur lithophytisch im „Campos Rupestres“, teilweise beschattet durch Sträucher sowie kleine Bäume beschattet, wachsend in einer Höhenlage von etwa 1400 Metern gefunden. - Vriesea colnagoi E.Pereira & I.A.Penna: Sie gedeiht in Höhenlagen von etwa 1500 Metern nur im brasilianischen Bundesstaat Espírito Santo. - Vriesea corcovadensis (Britten) Mez (Syn.: Vriesea rubida E.Morren ex Baker, Vriesea rubida E.Morren ex Mez, Vriesea ventricosa (Wawra) Mez): Sie gedeiht epiphytisch in Wäldern in Höhenlagen von 250 bis 850 Metern in den brasilianischen Bundesstaaten Espírito Santo bis Santa Catarina. - Vriesea correia-araujoi E.Pereira & I.A.Penna: Sie gedeiht epiphytisch nur im brasilianischen Bundesstaat Rio de Janeiro. - Vriesea crassa Mez: Sie gedeiht terrestrisch und lithophytisch im „Campo“ in Höhenlagen von 200 bis 2100 Metern in den brasilianischen Bundesstaaten Minas Gerais sowie Rio de Janeiro. - Vriesea debilis Leme: Dieser Endemit gedeiht epiphytisch in einem feuchten Wald in einer Höhenlage von etwa 900 Metern im brasilianischen Bundesstaat Espírito Santo. - Vriesea declinata Leme: Sie gedeiht epiphytisch nur im brasilianischen Bundesstaat Santa Catarina. - Vriesea delicatula L.B.Sm.: Sie kommt nur im brasilianischen Bundesstaat Espírito Santo vor. - Vriesea densiflora Mez: Über die Verbreitung ist nur bekannt, dass sie aus Brasilien stammt. - Vriesea diamantinensis Leme: Dieser Endemit gedeiht lithophytisch in einer Höhenlage von etwa 1350 Metern nur im brasilianischen Bundesstaat Minas Gerais. - Vriesea dictyographa Leme: Sie wurde 2001 aus dem brasilianischen Bundesstaat Bahia erstbeschrieben. - Vriesea dissitiflora (C.Wright) Mez (Syn.: Vriesea erici Harms): Dieser Endemit gedeiht lithophytisch in einer Höhenlage von etwa 500 Metern nur in der westkubanischen Provinz Pinar del Río. - Vriesea drepanocarpa (Baker) Mez (Syn.: Vriesea dusenii L.B.Sm.): Sie gedeiht epiphytisch in Regenwäldern in einer Höhenlage von etwa 200 Metern im brasilianischen Bundesstaaten Espírito Santo, Parana sowie Santa Catarina. - Vriesea duvaliana E.Morren (Syn.: Vriesea psittacina var. duvaliana André): Sie gedeiht epiphytisch in Wäldern nur im brasilianischen Bundesstaat Bahia. - Vriesea eltoniana E.Pereira & Ivo: Dieser Endemit gedeiht epiphytisch am unteren Bereich von Bäumen oder manchmal terrestrisch in der Laubstreu im halbimmergrünen Küstenwald nur im brasilianischen Bundesstaat Rio de Janeiro. - Vriesea ensiformis (Vellozo) Beer (Syn.: Vriesea conferta Gaudich. var. conferta): Es gibt drei Varietäten: - Vriesea ensiformis var. bicolor L.B.Sm.: Sie gedeiht epiphytisch in Regenwäldern in Höhenlagen von 800 bis 900 Metern in den brasilianischen Bundesstaaten Rio de Janeiro sowie São Paulo. - Vriesea ensiformis (Vellozo) Beer var. ensiformis (Syn.: Vriesea conferta var. recurvata Wawra, Vriesea crousseana hort., Vriesea selloana Baker): Sie gedeiht epiphytisch in Regenwäldern in Höhenlagen von 10 bis 1000 Metern in den brasilianischen Bundesstaaten Bahia bis Santa Catarina. - Vriesea ensiformis var. striata Seidel: Sie gedeiht in einer Höhenlage von etwa 500 Metern nur im brasilianischen Bundesstaat Santa Catarina. - Vriesea erythrodactylon (E.Morren) E.Morren ex Mez: Es gibt zwei Varietäten: - Vriesea erythrodactylon (E.Morren) E.Morren ex Mez var. erythrodactylon (Syn.: Vriesea psittacina var. erythrodactylon E.Morren, Vriesea duvaliana sensu Wittmack non E.Morren, Vriesea carinata sensu Mez non Wawra): Sie gedeiht terrestrisch und epiphytisch in Regenwäldern in Höhenlagen von 2 bis 800 Metern in den brasilianischen Bundesstaaten Espírito Santo, Rio de Janeiro sowie Santa Catarina. - Vriesea erythrodactylon var. rubropunctata E.Pereira & Moutinho: Sie kommt nur im brasilianischen Bundesstaat Rio de Janeiro vor. - Vriesea exaltata Leme: Sie wurde 1999 erstbeschrieben. Sie gedeiht lithophytisch nur im brasilianischen Bundesstaat Bahia. - Vriesea fenestralis Linden & André (Syn.: Vriesea fenestralis var. variegata hort. Duval, Vriesea fenestrata hort., Vriesea hamata L.B.Sm.): Sie gedeiht lithophytisch und epiphytisch in Höhenlagen von 0 bis 1700 Metern in den brasilianischen Bundesstaaten Espírito Santo, Rio de Janeiro sowie Guanabara. - Vriesea fidelensis Leme: Sie wurde 1999 erstbeschrieben. Sie gedeiht epiphytisch und lithophytisch nur im brasilianischen Bundesstaat Rio de Janeiro. - Vriesea flammea L.B.Sm.: Sie gedeiht epiphytisch im Küstengebüsch und in Regenwäldern in Höhenlagen von 6 bis 500 Metern in den brasilianischen Bundesstaaten São Paulo, Paraná sowie Santa Catarina. - Vriesea flava A.F.Costa, H.Luther & M.G.L.Wanderley: Sie gedeiht epiphytisch im Küstengebüsch und in dichten Bergwäldern in Höhenlagen von 500 bis 800 Metern in den brasilianischen Bundesstaaten São Paulo, Paraná sowie Santa Catarina. - Vriesea flexuosa F.P.Uribbe & A.F.Costa (Syn.: Vriesea procera var. tenuis L.B.Sm.): Dieser Name wurde 2020 veröffentlicht. - Vriesea fluminensis E.Pereira: Sie kommt nur im brasilianischen Bundesstaat Rio de Janeiro vor. - Vriesea fluviatilis Kessous & A.F.Costa (Syn.: Vriesea gradata var. bicolor E.Pereira & I.A.Penna): Die Erstbeschreibung erfolgte 2017. Sie gedeiht nur im Atlantischen Regenwald im brasilianischen Bundesstaat Rio de Janeiro. - Vriesea fontanae Fraga & Leme: Sie wurde 2010 erstbeschrieben. Sie gedeiht lithophytisch in Höhenlagen von 900 bis 1400 Metern nur im brasilianischen Bundesstaat Espírito Santo. - Vriesea fontourae B.R.Silva: Sie wurde 2005 erstbeschrieben. Sie gedeiht epiphytisch nur im brasilianischen Bundesstaat Rio de Janeiro. - Vriesea fosteriana L.B.Sm.: Es gibt zwei Varietäten: - Vriesea fosteriana L.B.Sm. var. fosteriana (Syn.: Vriesea hasselbladi Ruschi): Sie gedeiht in einer Höhenlage von etwa 1000 Metern nur im brasilianischen Bundesstaat Espírito Santo. - Vriesea fosteriana var. seideliana Reitz: Sie kommt nur im brasilianischen Bundesstaat Espírito Santo vor. - Vriesea fradensis A.Costa: Sie kommt nur im brasilianischen Bundesstaat Rio de Janeiro vor. - Vriesea friburgensis Mez: Es gibt drei Varietäten: - Vriesea friburgensis Mez var. friburgensis (Syn.: Vriesea tweedieana sensu F.Müller): Sie gedeiht terrestrisch, lithophytisch und epiphytisch im Campo, an Felswänden und in Wäldern in Höhenlagen von 0 bis 820 Metern in den brasilianischen Bundesstaaten Rio de Janeiro, Paraná sowie Rio Grande do Sul. - Vriesea friburgensis var. paludosa (L.B.Sm.) L.B.Sm. (Syn.: Vriesea paludosa L.B.Sm., Vriesea saundersii sensu L.B.Sm. non (Carrière) E.Morren ex Mez): Sie gedeiht terrestrisch und epiphytisch in Sümpfen, an Ufern von Fließgewässern, im Küstengebüsch und in Regenwäldern in Höhenlagen von 5 bis 700 Metern in den brasilianischen Bundesstaaten São Paulo, Paraná sowie Rio Grande do Sul. - Vriesea friburgensis var. tucumanensis (Mez) L.B.Sm. (Syn.: Vriesea argentinensis Speg., Vriesea caldasiana Mez, Vriesea glutinosa var. viridis Hassl., Vriesea tucumanensis Mez): Sie gedeiht epiphytisch in Wäldern in Höhenlagen von 700 bis 900 Metern in Brasilien, Paraguay und Argentinien. - Vriesea garlippiana Leme: Sie gedeiht epiphytisch und terrestrisch in einer Höhenlage von etwa 1700 Metern nur im brasilianischen Bundesstaat Rio de Janeiro. - Vriesea gelatinosa R.Moura & A.F.Costa: Sie wurde 2014 erstbeschrieben. Sie gedeiht epiphytisch und lithophytisch in einer offenen Vegetation des Campo Rupestre in Höhenlagen von 1800 bis 1900 Metern nur im brasilianischen Bundesstaat Bahia. - Vriesea gigantea Gaudichaud: Es gibt zwei Varietäten: - Vriesea gigantea Gaudichaud var. gigantea (Syn.: Vriesea alexandrae hort. Sander, Vriesea mosenii Mez, Vriesea reticulata W.Bull, Vriesea reticulata (Baker) Mez, Vriesea tessellata (Linden) E.Morren): Sie gedeiht terrestrisch und epiphytisch in Küstenwäldern in Höhenlagen von 5 bis 500 Metern in den brasilianischen Bundesstaaten Espírito Santo, Rio de Janeiro, São Paulo, Paraná, Santa Catarina sowie Rio Grande do Sul. - Vriesea gigantea var. seideliana Röth: Dieser Endemit gedeiht in einer Höhenlage von etwa 600 Metern nur im brasilianischen Bundesstaat Espírito Santo. - Vriesea gracilior (L.B.Smith) Leme (Syn.: Vriesea platynema var. gracilior L.B.Sm.): Sie gedeiht epiphytisch in Höhenlagen von 760 bis 1000 Metern nur im brasilianischen Bundesstaat Espírito Santo vor. - Vriesea gradata (Baker) Mez: Sie gedeiht epiphytisch in Wäldern in Höhenlagen von 0 bis 1200 Metern in den brasilianischen Bundesstaaten Minas Gerais, Rio de Janeiro sowie São Paulo. - Vriesea grandiflora Leme: Sie wurde 2000 erstbeschrieben. Sie gedeiht epiphytisch im Mata Atlântica in einer Höhenlage von etwa 900 Metern in den brasilianischen Bundesstaaten Rio de Janeiro, Minas Gerais sowie Espírito Santo. - Vriesea guttata Linden & André: Es gibt drei Varietäten: - Vriesea guttata var. eguttata Reitz: Dieser Endemit gedeiht in einer Höhenlage von etwa 1100 Metern nur im brasilianischen Bundesstaat Santa Catarina. - Vriesea guttata Linden & André var. guttata: Sie gedeiht epiphytisch in Regenwäldern in Höhenlagen von 300 bis 1700 Metern in den brasilianischen Bundesstaaten Minas Gerais, Santa Catarina, Paraná, Rio de Janeiro sowie São Paulo. - Vriesea guttata var. striata Reitz: Sie kommt nur im brasilianischen Bundesstaat Santa Catarina vor. - Vriesea heterostachys (Baker) L.B.Sm. (Syn.: Vriesea incurvata sensu E.Morren non Gaudichaud, Vriesea petropolitana L.B.Sm.): Sie gedeiht epiphytisch in Wäldern in Höhenlagen von 0 bis 1300 Metern in den brasilianischen Bundesstaaten Minas Gerais, Espírito Santo, Rio de Janeiro sowie São Paulo. - Vriesea hieroglyphica (Carrière) E.Morren: Es gibt zwei Varietäten: - Vriesea hieroglyphica (Carrière) E.Morren var. hieroglyphica: Sie gedeiht epiphytisch in Regenwäldern in Höhenlagen von 0 bis 800 Metern in den brasilianischen Bundesstaaten Espírito Santo, Paraná, Rio de Janeiro sowie São Paulo. - Vriesea hieroglyphica var. zebrina Ruschi: Dieser Endemit gedeiht epiphytisch und lithophytisch in Höhenlagen von 550 bis 850 Metern nur im brasilianischen Bundesstaat Espírito Santo. - Vriesea hodgei L.B.Sm.: Dieser Endemit gedeiht epiphytisch in einer Höhenlage von etwa 1100 Metern nur im kolumbianischen Antioquia. - Vriesea hoehneana L.B.Sm. (Syn.: Vriesea tessellata sensu Hoehne): Sie gedeiht terrestrisch im Campo in Höhenlagen von 800 bis 900 Metern nur im brasilianischen Bundesstaat São Paulo. - Vriesea hydrophora Ule: Sie gedeiht terrestrisch und epiphytisch in Höhenlagen von 900 bis 1400 Metern nur im brasilianischen Bundesstaat Rio de Janeiro. - Vriesea incurvata Gaudichaud: Es gibt zwei Varietäten: - Vriesea incurvata var. albina T.Strehl: Sie gedeiht epiphytisch im Mata Atlântica nur im brasilianischen Bundesstaat Rio Grande do Sul. - Vriesea incurvata Gaudichaud var. incurvata (Syn.: Vriesea duvaliana sensu Alexander non E.Morren, Vriesea inflata sensu André non (Wawra) Wawra, Vriesea macropoda (Baker) Mez, Vriesea psittacina var. truffautiana André, Vriesea rostrumaquilae Mez, Vriesea truffautiana hort. ex Baker): Sie gedeiht epiphytisch in Wäldern in Höhenlagen von 0 bis 930 Metern in den brasilianischen Bundesstaaten Santa Catarina, Paraná, Rio de Janeiro sowie São Paulo. - Vriesea inflata (Wawra) Wawra (Syn.: Vriesea carinata var. constricta Wawra, Vriesea carinata var. inflata Wawra, Vriesea incurvata var. inflata (Wawra) Mez): Sie gedeiht epiphytisch in Wäldern in Höhenlagen von 360 bis 935 Metern in den brasilianischen Bundesstaaten Espírito Santo, Paraná sowie Rio de Janeiro. - Vriesea interrogatoria L.B.Sm.: Sie gedeiht epiphytisch im Inneren von Wäldern in Höhenlagen von 800 bis 1400 Metern in den brasilianischen Bundesstaaten Minas Gerais sowie Rio de Janeiro. - Vriesea itatiaiae Wawra (Syn.: Vriesea schenckiana Wittm.): Sie gedeiht epiphytisch in hochgelegenen Bergwäldern und lithophytisch oberhalb der Baumgrenze in Höhenlagen von 2000 bis 2300 Metern nur im brasilianischen Bundesstaat Rio de Janeiro. - Vriesea jonesiana Leme: Sie wurde 1999 aus dem brasilianischen Bundesstaat São Paulo erstbeschrieben. - Vriesea jonghei (K.Koch) E.Morren (Syn.: Vriesea gamba F.J.Müll., Vriesea macrostachya sensu Broadway & Smith, Vriesea xiphion Platzm. ex E.Morren, Vriesea xiphion Platzm. ex Antoine, Vriesea ynghii (Carrière) N.E.Br.): Sie gedeiht terrestrisch und epiphytisch in Strauchvegetation und in Wäldern in Höhenlagen von 2 bis 900 Metern in Brasilien sowie Trinidad und Tobago. - Vriesea kautskyana E.Pereira & I.A.Penna: Sie kommt nur im brasilianischen Bundesstaat Espírito Santo vor. - Vriesea languida L.B.Sm.: Sie kommt nur im brasilianischen Bundesstaat Espírito Santo vor. - Vriesea laxa Mez: Sie gedeiht epiphytisch in Regenwäldern in Höhenlagen von 1300 bis 1400 Metern in Venezuela in Aragua sowie Falcon. - Vriesea leptantha Harms: Sie wurde nur 1932 epiphytisch in einer Höhenlage von etwa 1500 Metern in St. Antonio de Imbe, Pedra da Republica im brasilianischen Bundesstaat Rio de Janeiro gefunden. - Vriesea lidicensis Reitz: Dieser Endemit gedeiht epiphytisch im Wald in einer Höhenlage von etwa 700 Metern nur im brasilianischen Bundesstaat Rio de Janeiro. - Vriesea lilliputiana Leme: Sie wurde 2014 erstbeschrieben. Sie gedeiht epiphytisch im Unterwuchs eines feuchten Bereiches des Mata Atlântica in Höhenlagen von 700 bis 1000 Metern nur im brasilianischen Bundesstaat Bahia. - Vriesea linharesiae Leme & J.A.Siqueira: Sie wurde 2001 erstbeschrieben. Sie gedeiht epiphytisch im Mata Atlântica in einer Höhenlage von etwa 800 Metern nur im brasilianischen Bundesstaat Bahia. - Vriesea longicaulis (Baker) Mez (Syn.: Vriesea jonghei sensu Wawra non (K.Koch) E.Morren, Vriesea longicaulis var. secunda Mez): Sie gedeiht epiphytisch in Regenwäldern in Höhenlagen von 750 bis 1900 Metern in den brasilianischen Bundesstaaten Espírito Santo, Minas Gerais, Rio de Janeiro sowie Santa Catarina. - Vriesea longiscapa Ule: Sie gedeiht epiphytisch in Regenwäldern und in der Küstenstrauchvegetation (Restinga) in Höhenlagen von 0 bis 900 Metern in den brasilianischen Bundesstaaten Espírito Santo, Rio de Janeiro sowie Guanabara. - Vriesea longisepala A.F.Costa: Sie wurde 2012 aus dem brasilianischen Bundesstaat Bahia erstbeschrieben. Dieser Endemit gedeiht epiphytisch in einer Höhenlage von 700 bis 1000 Metern Mata Atlântica nur an einem Hang des Berges Serra do Peitode-Moça. - Vriesea longistaminea Paula & Leme: Sie wurde 2004 aus dem brasilianischen Bundesstaat Minas Gerais erstbeschrieben. Sie wurde bisher nur in kleinen Beständen lithophytisch auf Felsen an sonnigen Standorten wachsend verteilt in der „Campos Rupestres“-Vegetation auf eisenhaltigen Böden vergesellschaftet mit Cryptanthus schwackeanus sowie Dyckia rariflora gefunden. - Vriesea lubbersii (Baker) E.Morren: Sie gedeiht epiphytisch in den brasilianischen Bundesstaaten Espírito Santo, Minas Gerais, Rio de Janeiro, São Paulo sowie Santa Catarina. - Vriesea macrostachya (Bello) Mez: Sie ist auf den Großen Antillen auf Kuba, Hispaniola und Puerto Rico verbreitet. - Vriesea maculosa Mez (Syn.: Vriesea fabioi Leme): Sie wurde 1913 erstbeschrieben und 2014 nach einem Jahrhundert wiederentdeckt. Sie gedeiht lithophytisch oder selten epiphytisch im brasilianischen Bundesstaat Bahia. - Vriesea magna F.P.Uribbe & A.F.Costa: Sie wurde 2020 aus dem brasilianischen Bundesstaat Rio de Janeiro erstbeschrieben. Sie gedeiht epiphytisch oder terrestrisch in der Restinga Vegetation. - Vriesea maguirei L.B.Sm.: Sie gedeiht in Höhenlagen von 2300 bis 2400 Metern im brasilianischen Bundesstaat Amazonas sowie im venezolanischen Bundesstaat Amazonas. - Vriesea marceloi Versieux & T.Machado: Sie wurde 2012 erstbeschrieben. Sie gedeiht lithophytisch in Höhenlagen oberhalb von 1900 Metern nur im brasilianischen Bundesstaat Minas Gerais. - Vriesea maxoniana (L.B.Sm.) L.B.Sm. (Syn.: Vriesea icterica A.Cast.): Sie gedeiht epiphytisch in Bergwäldern in Höhenlagen von 900 bis 1500 Metern in Bolivien in La Paz sowie Santa Cruz und in Argentinien in Salta. - Vriesea melgueroi I.Ramírez & Carnevali: Sie gehört wohl als Werauhia melgueiroi zur Gattung Werauhia, dies ist aber 2015 noch nicht gültig veröffentlicht. - Vriesea menescalii E.Pereira & Leme: Dieser Endemit gedeiht epiphytisch in der Sonne in einer Vegetation mit Bäumen und Sträuchern in einer Höhenlage von etwa 1300 Metern nur in Laranja da Terra im brasilianischen Bundesstaat Espírito Santo. - Vriesea michaelii W.Weber: Sie wurde anhand eines kultivierten Exemplars erstbeschrieben, das 1978 in Brasilien gesammelt wurde. Über das genaue Verbreitungsgebiet ist nichts bekannt. - Vriesea microrachis Gomes-da-Silva & A.F.Costa: Sie wurde 2011 erstbeschrieben. Sie gedeiht im Mata Atlântica in Brasilien. - Vriesea mimosoensis D.R.Couto: Sie wurde 2020 aus dem brasilianischen Bundesstaat Espírito Santo erstbeschrieben. Sie gedeiht terrestrisch oder selten epiphytisch in Höhenlagen von etwa 1300 Metern im Nebelwald in einem Restbestand des Mata Atlântica. - Vriesea minarum L.B.Sm. (Syn.: Vriesea citrina E.Morren ex Baker, Vriesea citrina (Baker) L.B.Sm., Vriesea ouroensis W.Weber): Sie gedeiht lithophytisch nur im brasilianischen Bundesstaat Minas Gerais. - Vriesea minor (L.B.Smith) Leme (Syn.: Vriesea bituminosa var. minor L.B.Sm.): Sie gedeiht lithophytisch nur im brasilianischen Bundesstaat Minas Gerais. - Vriesea minuta Leme: Sie gedeiht epiphytisch nur im brasilianischen Bundesstaat Bahia. - Vriesea minutiflora Leme: Sie wurde 2011 erstbeschrieben. Sie gedeiht epiphytisch in der unteren Etage des hygrophilen Mata Atlântica in Höhenlagen von 800 bis 950 Metern nur im brasilianischen Bundesstaat Bahia. - Vriesea mitoura L.B.Sm.: Dieser Endemit gedeiht auf Felsen in Igarape in der Serra Pirapucu am Rio Maturaca, Rio Cauaburi sowie Rio Negro in Höhenlagen von 1250 bis 1300 Metern nur im brasilianischen Bundesstaat Amazonas. - Vriesea modesta Mez: Sie gedeiht epiphytisch in Wäldern in Höhenlagen von etwa 900 Metern in den brasilianischen Bundesstaaten Espírito Santo sowie Rio de Janeiro. - Vriesea mollis Leme: Sie wurde 1999 erstbeschrieben. Sie gedeiht epiphytisch nur im brasilianischen Bundesstaat Rio de Janeiro. - Vriesea morrenii Wawra (Syn.: Vriesea morrenii var. disticha Wawra): Sie gedeiht epiphytisch in Regenwäldern in Höhenlagen von 765 bis 1000 Metern in den brasilianischen Bundesstaaten Espírito Santo, Minas Gerais sowie Rio de Janeiro. - Vriesea mourae Kessous, B.Neves & A.F.Costa: Sie wurde 2018 aus dem brasilianischen Bundesstaat São Paulo erstbeschrieben. Sie gedeiht epiphytisch im Mata Atlântica in Höhenlagen von 800 bis 900 Metern. - Vriesea muelleri Mez: Sie kommt in den brasilianischen Bundesstaaten Paraná sowie Santa Catarina vor. - Vriesea nanuzae Leme: Sie gedeiht im Grasland auf steinigen Böden („campos rupestres“) in Höhenlagen von etwa 1350 Metern nur im brasilianischen Bundesstaat Minas Gerais. - Vriesea neoglutinosa Mez (Syn.: Vriesea glutinosa (Mart. ex Schult. & Schult. f.) Wawra): Sie gedeiht terrestrisch sowie lithophytisch in Höhenlagen von 0 bis 500 Metern in den brasilianischen Bundesstaaten Rio de Janeiro, São Paulo sowie Santa Catarina. - Vriesea noblickii Martinelli & Leme (Syn.: Vriesea sandrae Leme): Dieser Endemit wurde bisher nur bei Santa Terezinha in der Serra da Pioneira in Höhenlagen von 750 bis 800 Metern im brasilianischen Bundesstaat Bahia gefunden. - Vriesea nubicola Leme: Sie wurde 2011 aus dem brasilianischen Bundesstaat Rio de Janeiro erstbeschrieben. Sie gedeiht terrestrisch in dichten Gruppen an exponierten bis vollsonnigen Standorten in hochgelegenen Grasländern („Campos de Altitude“) in Höhenlagen von etwa 2000 Metern. - Vriesea ochracea Rauh & E.Gross (Syn.: Werauhia ochracea (Rauh & E.Gross) J.R.Grant): Sie wurde 1995 in die Gattung Werauhia gestellt und 2016 wieder zurück in die Gattung Vriesea. Dieser Endemit gedeiht in Höhenlagen von etwa 1800 Metern nur im peruanischen Departamento Pasco. - Vriesea oleosa Leme: Sie wurde 1999 aus dem brasilianischen Bundesstaat Bahia erstbeschrieben. Dieser Endemit gedeiht nur epiphytisch in größeren Höhenlagen des Mata Atlântica, der die Hügel des Binnenlandes in Ilheus bedeckt. - Vriesea organensis Kessous & A.F.Costa: Sie wurde 2024 aus dem brasilianischen Bundesstaat Rio de Janeiro erstbeschrieben. Dieser Endemit gedeiht nur epiphytisch oder manchmal lithophytisch in Höhenlagen von 100 bis 660 Metern an schattigen Waldrändern des Mata Atlântica im Parque Nacional da Serra dos Órgãos. - Vriesea oxapampae Rauh: Dieser Endemit gedeiht in Bergwäldern in Höhenlagen von etwa 1800 Metern oberhalb von Oaxapampa in Canchamayo nur im peruanischen Departamento Pasco. - Vriesea pabstii McWilliams & L.B.Sm.: Sie kommt im brasilianischen Bundesstaat São Paulo vor. - Vriesea paradoxa Mez (Syn.: Vriesea squamosa E.Morren ex Baker, Vriesea pallidiflora E.Pereira): Sie kommt im brasilianischen Bundesstaat Bahia vor. - Vriesea paraibica Wawra (Syn.: Vriesea carinata var. constricta Wawra, Vriesea squamosa E.Morren ex Baker, Vriesea pallidiflora E.Pereira): Sie gedeiht epiphytisch im Inneren von Wäldern in Höhenlagen von 800 bis 1000 Metern im brasilianischen Bundesstaat Rio de Janeiro. - Vriesea paratiensis E.Pereira: Sie kommt im brasilianischen Bundesstaat Rio de Janeiro vor. - Vriesea pardalina Mez: Sie gedeiht terrestrisch, lithophytisch sowie epiphytisch auf Vellozia spec. in Höhenlagen von 1300 bis 1330 Metern brasilianischen Bundesstaaten Minas Gerais sowie Rio de Janeiro. - Vriesea parviflora L.B.Sm.: Sie gedeiht an feuchten, schattigen Standorten in Höhenlagen von etwa 750 Metern im brasilianischen Bundesstaat Espirito Santo. - Vriesea parvula Rauh: Sie kommt im brasilianischen Bundesstaat São Paulo vor. - Vriesea pastuchoffiana Glaziou ex Mez: Sie kommt im brasilianischen Bundesstaat Guanabara vor. - Vriesea pauciflora Mez: Sie kommt im brasilianischen Bundesstaat Guanabara vor. - Vriesea pauperrima E.Pereira: Sie kommt im brasilianischen Bundesstaat Espirito Santo vor. - Vriesea penduliflora L.B.Sm.: Dieser Endemit gedeiht auf hohen Bäume im brasilianischen Bundesstaat Rio de Janeiro. - Vriesea pereirae L.B.Sm.: Sie kommt nur im brasilianischen Bundesstaat Espírito Santo vor. - Vriesea philippo-coburgii Wawra: Sie kommt in den brasilianischen Bundesstaaten Rio de Janeiro, São Paulo, Parana, Santa Catarina sowie Rio Grande do Sul vor. Sie gedeiht lithophytisch und epiphytisch im Küstengengebüsch, an Berghängen sowie in Regenwäldern in Höhenlagen von 2 bis 1200 Metern. - Vriesea pinottii Reitz: Sie kommt in den brasilianischen Bundesstaaten Parana sowie Santa Catarina vor. - Vriesea piscatrix Versieux & Wand.: Sie wurde 2009 aus Brasilien erstbeschrieben. Sie wurde bisher nur in kleinen Waldstücken im „Campo Rupestre“ in einer Höhenlage von etwa 1300 Metern im brasilianischen Bundesstaat Minas Gerais gefunden. - Vriesea platynema Gaudichaud: Es gibt etwa sieben Varietäten: - Vriesea platynema var. flava Reitz: Sie kommt nur im brasilianischen Bundesstaat Santa Catarina vor. - Vriesea platynema var. libonii Mez: Sie wurde anhand eines in Lüttich kultivierten Exemplars erstbeschrieben. Über ihr Verbreitungsgebiet ist nichts bekannt. - Vriesea platynema Gaudichaud var. platynema (Syn.: Vriesea corallina Regel): Sie gedeiht epiphytisch in Wäldern in Höhenlagen von 90 bis 1000 Metern von den Großen Antillen bis Argentinien. - Vriesea platynema var. rosea (hort. ex Antoine) Mez (Syn.: Vriesea rosea E.Morren ex Mez): Sie wurde anhand eines in Lüttich kultivierten Exemplars, das aus dem östlichen Brasilien stammt, erstbeschrieben. Über ihr genaues Verbreitungsgebiet ist nichts bekannt. - Vriesea platynema var. striata (Wittm.) Wittm. (Syn.: Vriesea corallina var. striata Wittm.): Sie gedeiht in Wäldern nur in Höhenlagen von etwa 400 Metern im brasilianischen Bundesstaat Santa Catarina. - Vriesea platynema var. variegata (Guillon) Reitz: Sie soll aus dem brasilianischen Bundesstaat Parana stammen. - Vriesea platynema var. wrightii (L.B.Sm.) L.B.Sm. (Syn.: Vriesea wrightii (L.B.Sm.) Carabia): Es ist ein Endemit im östlichen Kuba und gedeiht in Höhenlagen von etwa 400 Metern. - Vriesea platzmannii E.Morren: Sie gedeiht terrestrisch und epiphytisch im Küstengengebüsch sowie in Wäldern in Höhenlagen von 2 bis 10 Metern in den brasilianischen Bundesstaaten Parana, Santa Catarina sowie Rio Grande do Sul. - Vriesea poenulata (Baker) E.Morren ex Mez (Syn.: Vriesea poenulata E.Morren ex Baker): Sie gedeiht epiphytisch in Wäldern in Höhenlagen von 700 bis 870 Metern in den brasilianischen Bundesstaaten Espirito Santo sowie Rio de Janeiro. - Vriesea portentosa Leme: Sie wurde 2011 erstbeschrieben. Sie wurde bisher nur im brasilianischen Bundesstaat Minas Gerais in Höhenlagen von etwa 1195 Metern gefunden. Sie gedeiht meist lithophytisch, manchmal terrestrisch in sandigen Böden oder ausnahmsweise epiphytisch. - Vriesea procera (Martius ex Schultes f.) Wittm. (Syn.: Vriesea gracilis Gaudich., Vriesea procera var. debilis Mez, Vriesea procera var. debilis Mez Vriesea procera var. rubra L.B.Sm., Vriesea graciliscapa W.Weber): Es gibt keine Varietäten mehr: Sie gedeiht terrestrisch und epiphytisch im Dickicht sowie in Wäldern in Höhenlagen von 0 bis 525 Metern Guyana, Surinam, in den östlichen brasilianischen Bundesstaaten Bahia, Espirito Santo, Rio de Janeiro sowie Parana, im nördlichen Argentinien und auf der Insel Trinidad. - Vriesea pseudoatra Leme: Sie wurde 1999 erstbeschrieben. Sie gedeiht nur auf felsigen und sonnigen Standorten im Gipfelbereich von Hügeln oberhalb von 1000 Metern im brasilianischen Bundesstaat Rio de Janeiro. - Vriesea psittacina (Hook.) Lindl.: Es gibt etwa vier Varietäten: - Vriesea psittacina var. decolor Wawra: Sie gedeiht epiphytisch in Wäldern in den brasilianischen Bundesstaaten Rio de Janeiro sowie Rio Grande do Sul und in Paraguay. - Vriesea psittacina var. jiboiensis Kessous, M.G.C.Nogueira & A.F.Costa: Die Erstveröffentlichung erfolgte 2021. Sie gedeiht epiphytisch im Mata Atlântica in Höhenlagen von etwa 800 Metern im brasilianischen Bundesstaat Bahia. - Vriesea psittacina (Hook.) Lindl. var. psittacina (Syn.: Vriesea psittacina var. exilis Neumann): Sie gedeiht epiphytisch in Wäldern in Höhenlagen von 0 bis 850 Metern in den brasilianischen Bundesstaaten Bahia, Espírito Santo sowie Rio de Janeiro. - Vriesea psittacina var. rubrobracteata Hook. (Syn.: Vriesea krameri E.Morren): Sie ist nur von kultivierten Exemplaren bekannt und stammt aus Brasilien. - Vriesea pulchra Leme & L.Kollmann: Sie wurde 2011 erstbeschrieben. Sie gedeiht epiphytisch im unteren Stockwerk des Mata Atlântica in Höhenlagen von etwa 900 Metern im brasilianischen Bundesstaat Espírito Santo. - Vriesea punctulata E.Pereira & I.A.Penna: Sie kommt im brasilianischen Bundesstaat Rio de Janeiro vor. - Vriesea racinae L.B.Sm.: Sie gedeiht epiphytisch in Höhenlagen von etwa 775 Metern nur im brasilianischen Bundesstaat Espírito Santo. - Vriesea rafaelii Leme: Sie wurde 1999 erstbeschrieben. Sie wurde bisher nur im brasilianischen Bundesstaat Minas Gerais gefunden. Sie gedeiht epiphytisch in den verbliebenen Resten des Mata Atlântica entlang der Ufer des Flusses Peixe, einem Gebiet, das stark zerstört wird durch den Menschen. - Vriesea rastrensis Leme: Sie wurde 1999 erstbeschrieben. Sie wurde bisher nur im brasilianischen Bundesstaat Santa Catarina gefunden. Sie gedeiht epiphytisch in Höhenlagen von etwa 1400 Metern. - Vriesea rectifolia Rauh: Sie gedeiht epiphytisch in Trockenwäldern in Höhenlagen von 600 bis 700 Metern nur im brasilianischen Bundesstaat Pernambuco. - Vriesea recurvata Gaudichaud: Sie kommt in den brasilianischen Bundesstaaten Bahia sowie Rio de Janeiro vor. - Vriesea regnellii Mez: Sie gedeiht epiphytisch nur im brasilianischen Bundesstaat Minas Gerais. - Vriesea reitzii Leme & A.Costa: Dieser Endemit gedeiht epiphytisch in Kiefernwäldern Höhenlagen von etwa 850 Metern nur im brasilianischen Bundesstaat Santa Catarina. - Vriesea repandostachys Leme: Sie wurde 1999 aus dem brasilianischen Bundesstaat Espírito Santo erstbeschrieben. - Vriesea ×retroflexa E.Morren (Vriesea psittacina × simplex Mez, Vriesea psittacina × scalaris E.Morren ex Mez): Sie wurde in Kultur aus brasilianischen Arten erzeugt, existiert aber auch natürlich in Brasilien. - Vriesea revoluta B.R.Silva: Sie wurde 2005 erstbeschrieben. Sie gedeiht epiphytisch in Höhenlagen von etwa 800 Metern nur im brasilianischen Bundesstaat Espirito Santo. - Vriesea rhodostachys L.B.Sm.: Sie kommt nur im brasilianischen Bundesstaat Espírito Santo vor. - Vriesea ×ritter-von-fernsee Wawra ex Mez: Sie ist eine Naturhybride aus Vriesea carinata × Vriesea paraibica. - Vriesea roberto-seidelii W.Weber: Dieser Endemit kommt nur im brasilianischen Bundesstaat Bahia vor. Die Pflanzenexemplare gedeihen in einer Höhenlage von etwa 800 Metern in losen Gruppen terrestrisch und die Wurzeln dringen kaum in den Boden ein. - Vriesea rodigasiana E.Morren (Syn.: Vriesea tweedieana (Baker) F.Müller, Vriesea tweedieana (Baker) Mez, Vriesea vitellina F.J.Müll.): Sie gedeiht epiphytisch in Wälder in Höhenlagen von 10 bis 830 Metern in den brasilianischen Bundesstaaten Ceará, Bahia, Rio de Janeiro, Parana sowie Santa Catarina. - Vriesea roethii W.Weber: Die Erstbeschreibung erfolgte 1979 anhand eines kultivierten Exemplars. Der Fundort ist unbekannt und soll in Brasilien liegen. - Vriesea rubens Gomes-da-Silva & A.F.Costa: Sie wurde 2011 aus dem brasilianischen Bundesstaat Santa Catarina erstbeschrieben. - Vriesea rubrobracteata Rauh: Sie gedeiht in Höhenlagen von etwa 2800 Metern im kolumbianischen Narino und in Ecuador. - Vriesea rubroviridis F.P.Uribbe & A.F.Costa: Sie wurde 2020 aus den brasilianischen Bundesstaaten Santa Catarina sowie Rio Grande do Sul erstbeschrieben. Sie gedeiht epiphytisch oder terrestrisch in Restingas sowie Bergwäldern unterschiedlichen Höhenlagen. - Vriesea rubyae E.Pereira: Sie kommt nur im brasilianischen Bundesstaat Rio de Janeiro vor. - Vriesea ruschii L.B.Sm.: Es gibt zwei Varietäten: - Vriesea ruschii subsp. leonii Leme: Sie gedeiht epiphytisch in Höhenlagen von etwa 1300 Metern nur im brasilianischen Bundesstaat Minas Gerais. - Vriesea ruschii L.B.Sm. subsp. ruschii: Sie kommt nur im brasilianischen Bundesstaat Espirito Santo vor. - Vriesea saltensis Leme & L.Kollmann: Sie wurde 2013 erstbeschrieben. Dieser Endemit gedeiht nur in kleinen Gruppen in flachgründigen Böden an schattigen Standorten in Mata Atlântica im Gipfelbereich eines Inselberges in einer Höhenlage von etwa 700 Metern im brasilianischen Bundesstaat Minas Gerais. - Vriesea sanctaparecidae Leme: Sie wurde 2013 erstbeschrieben. Dieser Endemit gedeiht terrestrisch oder lithophytisch im „Campos Rupestres“ in Höhenlagen von 1440 bis 1510 Metern im brasilianischen Bundesstaat Minas Gerais. - Vriesea sanfranciscana Versieux & Wanderley: Sie wurde 2008 erstbeschrieben. Sie gedeiht epiphytisch im „Campo Rupestre“ in Höhenlagen von 1000 bis 1200 Metern nur im brasilianischen Bundesstaat Minas Gerais. - Vriesea santaleopoldinensis Leme & L.Kollmann: Sie wurde 2011 erstbeschrieben. Sie gedeiht lithophytisch nur auf Inselbergen, die von Halbimmergrünen Mata Atlântica umgeben sind, in Höhenlagen von 700 bis 900 Metern im brasilianischen Bundesstaat Espírito Santo. - Vriesea saundersii (Carrière) E.Morren ex Mez: Sie kommt nur im brasilianischen Bundesstaat Rio de Janeiro vor. - Vriesea saxicola L.B.Sm.: Sie gedeiht lithophytisch in den brasilianischen Bundesstaaten Santa Catarina, Parana, São Paulo, Rio de Janeiro sowie Minas Gerais. - Vriesea sazimae Leme: Sie wurde 1995 aus dem brasilianischen Bundesstaat São Paulo erstbeschrieben. - Vriesea scalaris E.Morren: Es gibt zwei Varietäten: - Vriesea scalaris E.Morren var. scalaris: Sie gedeiht epiphytisch in Wäldern in Höhenlagen von 50 bis 900 Metern in Venezuela nur in Anzoategui und in den brasilianischen Bundesstaaten Pernambuco, Espirito Santo, Minas Gerais, Rio de Janeiro sowie Santa Catarina. - Vriesea scalaris var. viridis Mez: Sie kommt in Brasilien vor. - Vriesea sceptrum Mez: Sie gedeiht epiphytisch in Wäldern in Höhenlagen bis zu 1960 Metern in den brasilianischen Bundesstaaten Minas Gerais, Rio de Janeiro sowie São Paulo. - Vriesea sceptrum forma flavobracteata Leme: Brasilien. - Vriesea schultesiana L.B.Sm.: Sie gedeiht lithophytisch in der Savanne und an Felswänden in Kolumbien in Amazonias-Vaupes sowie Amazonas. - Vriesea schunkii Leme: Dieser Endemit gedeiht in einer Höhenlage von etwa 1000 Metern nur im brasilianischen Bundesstaat Espirito Santo. - Vriesea schwackeana Mez (Syn.: Vriesea monacorum L.B.Sm.): Sie kommt in den brasilianischen Bundesstaaten Minas Gerais sowie São Paulo vor. - Vriesea secundiflora Leme: Sie gedeiht epiphytisch in Wäldern nur im brasilianischen Bundesstaat Rio de Janeiro. - Vriesea segadas-viannae L.B.Sm.: Sie gedeiht lithophytisch in Höhenlagen von etwa 1200 Metern im brasilianischen Bundesstaat Minas Gerais. - Vriesea seideliana W.Weber: Sie gedeiht in Höhenlagen von etwa 30 Metern im brasilianischen Bundesstaat Bahia. - Vriesea serrana E.Pereira & I.A.Penna: Sie kommt im brasilianischen Bundesstaat Rio de Janeiro vor. - Vriesea serranegrensis Leme: Sie wurde 2011 aus Brasilien erstbeschrieben. - Vriesea silvana Leme: Sie wurde 2002 aus dem brasilianischen Bundesstaat Minas Gerais erstbeschrieben. - Vriesea silva-petrea E.Pereira & Reitz: Sie wurde anhand eines kultivierten Exemplars beschrieben, deren genauere Herkunft in Brasilien nicht bekannt ist. - Vriesea simplex (Vellozo) Beer (Syn.: Vriesea mesiana Makoy hort.) Sie kommt in Kolumbien, Venezuela, Brasilien sowie Trinidad vor. - Vriesea simulans Leme: Sie gedeiht lithophytisch in Höhenlagen von etwa 1250 Metern im brasilianischen Bundesstaat Minas Gerais. - Vriesea sincorana Mez: Sie kommt im brasilianischen Bundesstaat Bahia vor. - Vriesea skotakii H.Luther & K.Norton: Sie wurde 2012 aus Panama erstbeschrieben. - Vriesea socialis L.B.Sm.: Sie gedeiht terrestrisch in Höhenlagen von 80 bis 900 Metern in Kolumbien nur in Vaupés und in Venezuela nur in Amazonas. - Vriesea sparsiflora L.B.Sm.: Sie kommt im brasilianischen Bundesstaat São Paulo vor. - Vriesea speckmaieri W.Till: Sie wurde 2008 aus Venezuela nur Carabobo erstbeschrieben. - Vriesea stricta L.B.Sm.: Sie kommt im brasilianischen Bundesstaat Minas Gerais vor. - Vriesea sucrei L.B.Sm. & R.W.Read (Syn.: Vriesea atrococcinea Rauh, Vriesea gladioflammans Pereira & Reitz.): Sie gedeiht terrestrisch im Schatten im sumpfigen Restinga (Küstendickicht) und im Mata Atlântica in Höhenlagen von 0 bis 390 Metern nur im brasilianischen Bundesstaat Rio de Janeiro. - Vriesea sulcata L.B.Sm.: Sie gedeiht lithophytisch in Höhenlagen von 500 bis 1500 Metern im Bundesstaat Amazonas in Venezuela. - Vriesea takahashiana Leme & W.Till: Sie wurde 2020 aus dem brasilianischen Bundesstaat Bahia erstbeschrieben. - Vriesea taritubensis E.Pereira & I.A.Penna: Es gibt seit 2018 drei Varietäten: - Vriesea taritubensis var. brevisepala E.Pereira & I.A.Penna: Sie kommt im brasilianischen Bundesstaat Rio de Janeiro vor. - Vriesea taritubens var. patens B.Neves & A.F.Costa: Sie wurde 2018 aus dem brasilianischen Bundesstaat São Paulo erstbeschrieben. - Vriesea taritubensis E.Pereira & I.A.Penna var. taritubensis (Syn.: Vriesea joyae E.Pereira & I.A.Penna, Vriesea joyae var. parvula E.Pereira & I.A.Penna): Sie gedeiht epiphytisch nur im brasilianischen Bundesstaat Rio de Janeiro.: Sie gedeiht epiphytisch an Bäumen in Höhenlagen von 1 bis 40 Metern in den brasilianischen Bundesstaaten Rio de Janeiro sowie São Paulo vor. - Vriesea teresopolitana Leme: Sie wurde 2010 aus dem brasilianischen Bundesstaat Rio de Janeiro erstbeschrieben. - Vriesea thyrsoidea Mez: Sie gedeiht in Höhenlagen von etwa 2100 Metern nur im brasilianischen Bundesstaat Rio de Janeiro. - Vriesea tijucana E.Pereira: Sie kommt im brasilianischen Bundesstaat Guanabara vor. - Vriesea triangularis Reitz: Sie kommt im brasilianischen Bundesstaat Santa Catarina vor. - Vriesea triligulata Mez: Sie kommt im brasilianischen Bundesstaat Rio de Janeiro vor. - Vriesea tubipetala Leme & R.Moura: Sie wurde 2014 aus dem brasilianischen Bundesstaat Minas Gerais erstbeschrieben. - Vriesea unilateralis (Baker) Mez: Sie gedeiht epiphytisch in Wäldern in Höhenlagen 0 bis 300 Metern in den brasilianischen Bundesstaaten Espirito Santo, Rio de Janeiro, São Paulo, Parana sowie Santa Catarina. - Vriesea vagans (L.B.Sm.) L.B.Sm. (Syn.: Vriesea philippocoburgii var. vagans L.B.Sm.): Sie gedeiht epiphytisch in Wäldern in Höhenlagen 0 bis 1400 Metern in den brasilianischen Bundesstaaten Minas Gerais, Rio de Janeiro, Santa Catarina sowie Rio Grande do Sul. - Vriesea vexillata L.B.Sm.: Sie kommt in Kolumbien in Vaupés, Amazonas sowie Caquetá vor. - Vriesea vidalii L.B.Smith & Handro: Sie kommt im brasilianischen Bundesstaat Rio de Janeiro vor. - Vriesea vulpinoidea L.B.Sm.: Sie kommt im brasilianischen Bundesstaat São Paulo und vielleicht Santa Catarina vor. - Vriesea warmingii E.Morren: Sie kommt im brasilianischen Bundesstaat Rio de Janeiro vor. - Vriesea wawranea Antoine: Sie kommt im brasilianischen Bundesstaat Rio de Janeiro vor. - Vriesea weberi E.Pereira & I.A.Penna: Sie gedeiht epiphytisch im brasilianischen Bundesstaat Espirito. - Vriesea wurdackii L.B.Sm.: Sie gedeiht in Höhenlagen 300 bis 700 Metern in Venezuela nur in Amazonas. - Vriesea zildae R.Moura & A.F.Costa: Sie wurde 2014 aus dem brasilianischen Bundesstaat Rio de Janeiro erstbeschrieben. Sie gedeiht epiphytisch in Höhenlagen 100 bis 550 Metern im dichten Regenwald. |

## Vermehrung und Pflege als Zierpflanze
Die gärtnerische Vermehrung erfolgt meist mit Samen. Auch Meristemkultur wird bei einigen Sorten zur Massenvermehrung eingesetzt.
Der Blütenstand kann je nach Art etwa ein halbes Jahr lang haltbar bleiben, danach stirbt die Mutterpflanze allmählich ab.
Bei der Pflege als Zierpflanze bildet nach der Blüte die Mutterpflanze auch vegetative Ableger, die Kindel. Diese sollten möglichst noch einige Zeit mit der Mutterpflanze verbunden bleiben. Jungpflanzen brauchen einen halbschattigen Platz, mit hoher Luftfeuchtigkeit. Ausgewachsene Pflanzen, die bereits zu blühen begonnen haben, gedeihen überall, wo es hell genug ist. Vor der Blüte sollte im Blatttrichter immer ausreichend Wasser stehen.
Es gibt einige in Kultur entstandene Hybriden:
- Vriesea ×morreniana hortus ex E.Morren (Syn.: Vriesea psittacina × brachystachys E.Morren, Vriesea psittacina var. morreniana E.Morren, Vriesea carinata × psittacina Mez): Die Erstbeschreibung erfolgte anhand eines in Lüttich kultivierten Exemplars.[6]

## Weiterführende Literatur
- Igor Kessous, Andrea Ferreira da Costa: Novelties in "incertae sedis" Vriesea (Bromeliaceae: Tillandsioideae): Redescriptions, new combinations and nomenclatural revision. In: Phytotaxa, Volume 585, Issue 2, Februar 2023, S. 71–101. doi:10.11646/phytotaxa.585.2.1
- Valéria Leobina dos Santos, Maria das Graças Lapa Wanderley, Leonardo M. Versieux, Cynthia Fernandes Pinto da Luz: Pollen morphology of Brazilian species of Vriesea (Bromeliaceae, Tillandsioideae). In: Grana, Volume 59, Issue 2–3, 2019, S. 203–225. doi:10.1080/00173134.2019.1676305

- Karte mit allen verlinkten Seiten:
- OSM |
- WikiMap